# Inge Bödding
Inge Bödding, född den 29 mars 1947 i Hamburg i Tyskland, är en västtysk friidrottare inom kortdistanslöpning.
Hon tog OS-guld på 4 x 100 meter vid friidrottstävlingarna 1972 i München. 